# Тур Мирабели 2024
33-й выпуск Тура Мирабели — шоссейной многодневной велогонки по дорогам Франции. Гонка прошла с 23 по 26 мая 2024 года в рамках Европейского тура UCI 2024. Победителем стал французский велогонщик Оскар Нильссон-Жюльен.

## Участники
В гонке приняло участие 20 команд.
| UCI Continental Teams (12)- Baloise Trek Lions - Bike Aid - Team BridgeLane - Tudor Pro Cycling Team U23 - Tirol KTM Cycling Team - BEAT Cycling Club - Team Technipes #inEmiliaRomagna - Volkerwessels Cycling Team - Philippe Wagner-Bazin - Team Ecoflo Chronos - Rad-Net Oßwald - Biesse-Carrera UCI Cyclocross Team- Pauwels Sauzen-Bingoal Любительские, клубные или региональные команды (7)- Bourg-en-Bresse Ain Cyclisme - Club Cycliste d'Étupes - AVC Aix-en-Provence - Elite Fondations Cycling Team - Team N'side - Netherlands Track Team - SCO Dijon |
| |

## Маршрут
Маршрут гонки состоял из четырёх этапов с общей дистанцией 492 километра.
| Этап   | Дата   | Маршрут | type                    | Длина (км) | Победитель        | Лидер генеральной классификации |
| ------ | ------ | ------- | ----------------------- | ---------- | ----------------- | ------------------------------- |
| Пролог | 23 май |         | индивидуальная разделка |            | Пим Ронхар        | Пим Ронхар                      |
| 1      | 24 май |         | холмистый               |            | Finn Crockett     | Finn Crockett                   |
| 2      | 25 май |         | холмистый               |            | Clément Izquierdo | Оскар Нильссон-Жюльен           |
| 3      | 26 май |         | холмистый               |            | Juan David Sierra | Оскар Нильссон-Жюльен           |

## Ход гонки
Пим Ронхаар выиграл пролог, который проходил в Вердене (Маас) на дистанции 5,8 километра. Голландец опередил Ноя Бегли и Давиде Донати, став первым лидером гонки.
Финн Крокетт выиграл первый этап, который проходил между Мон-Сен-Мартеном и Жофом (Мерт и Мозель), на дистанции 152,6 километра. Он опередил Яна Виллема ван Шипа и Оскара Нильссона-Жюльена. Финн Крокетт стал лидиром в общем зачете.
Клеман Искьердо выиграл второй этап, который проходил между ТАОН-Ле-Вогезы и Виллер-Ле-Нанси (Мерт и Мозель), на дистанции 170,9 километра. Он опередил Корентена Деврута и Тобиас Мюллер. Его товарищ по команде Оскар Нильссон-Жюльен стал новым лидером в общем зачете
Хуан Давид Сьерра выиграл третий и заключительный этап, который проходил между Вандевр-Ле-Нанси и Дамелевьер (Мерт и Мозель), на дистанции 167 километров. Он опередил Альфреда Джорджа и Пима Ронхаара. Оскар Нильссон-Жюльен выиграл общий зачет.

## Лидеры классификаций
| Этап   |                         | Победитель _      | Генеральная классификация _ |
| ------ | ----------------------- | ----------------- | --------------------------- |
| Пролог | индивидуальная разделка | Пим Ронхар        | Пим Ронхар                  |
| 1      | холмистый               | Finn Crockett     | Finn Crockett               |
| 2      | холмистый               | Clément Izquierdo | Оскар Нильссон-Жюльен       |
| 3      | холмистый               | Juan David Sierra | Оскар Нильссон-Жюльен       |
| Итог   | Итог                    |                   | Оскар Нильссон-Жюльен       |

## Итоговые классификации
| \| Генеральная классификация \| Генеральная классификация \| Генеральная классификация \| Генеральная классификация \| Генеральная классификация \| \| Гонщик \| Гонщик \| Команда \| Время \| \| \| ------------------------- \| ------------------------- \| ------------------------- \| ------------------------- \| ------------------------- \| \| 1-й \| Оскар Нильссон-Жюльен \| AVC Aix-en-Provence \| 11ч 00' 46 \| \| \| 2-й \| Ян-Виллем Ван Схип \| Parkhotel Valkenburg \| + 24 \| \| \| 3-й \| Elia Blum \| \| + 30 \| \| |                       |                      |            |
| |                       |                      |            |
| Источник: ProCyclingStats |                       |                      |            |
| Генеральная классификация |                       |                      |            |
| Гонщик | Гонщик                | Команда              | Время      |
| 1-й | Оскар Нильссон-Жюльен | AVC Aix-en-Provence  | 11ч 00' 46 |
| 2-й | Ян-Виллем Ван Схип    | Parkhotel Valkenburg | + 24       |
| 3-й | Elia Blum             |                      | + 30       |

| Очковая классификация | Очковая классификация | Очковая классификация | Очковая классификация | Очковая классификация |
| Гонщик                | Гонщик                | Команда               | Очки                  |                       |
| --------------------- | --------------------- | --------------------- | --------------------- | --------------------- |
| 1-й                   | Пим Ронхар            | Baloise Trek Lions    | 32 очков              |                       |
| 2-й                   | Juan David Sierra     | Tudor Pro Cycling U23 | 28 очков              |                       |
| 3-й                   | Clément Izquierdo     | AVC Aix-en-Provence   | 27 очков              |                       |

| Очковая классификация | Очковая классификация | Очковая классификация | Очковая классификация | Очковая классификация |
| Гонщик                | Гонщик                | Команда               | Очки                  |                       |
| --------------------- | --------------------- | --------------------- | --------------------- | --------------------- |
| 1-й                   | Пим Ронхар            | Baloise Trek Lions    | 32 очков              |                       |
| 2-й                   | Juan David Sierra     | Tudor Pro Cycling U23 | 28 очков              |                       |
| 3-й                   | Clément Izquierdo     | AVC Aix-en-Provence   | 27 очков              |                       |

| Горная классификация | Горная классификация | Горная классификация  | Горная классификация | Горная классификация |
| Гонщик               | Гонщик               | Команда               | Очки                 |                      |
| -------------------- | -------------------- | --------------------- | -------------------- | -------------------- |
| 1-й                  | Алексис Герен        | Philippe Wagner-Bazin | 19 очков             |                      |
| 2-й                  | Артур Лиардет        |                       | 13 очков             |                      |
| 3-й                  | Clément Izquierdo    | AVC Aix-en-Provence   | 8 очков              |                      |

| Горная классификация | Горная классификация | Горная классификация  | Горная классификация | Горная классификация |
| Гонщик               | Гонщик               | Команда               | Очки                 |                      |
| -------------------- | -------------------- | --------------------- | -------------------- | -------------------- |
| 1-й                  | Алексис Герен        | Philippe Wagner-Bazin | 19 очков             |                      |
| 2-й                  | Артур Лиардет        |                       | 13 очков             |                      |
| 3-й                  | Clément Izquierdo    | AVC Aix-en-Provence   | 8 очков              |                      |

| Молодёжная классификация | Молодёжная классификация | Молодёжная классификация | Молодёжная классификация | Молодёжная классификация |
| Гонщик                   | Гонщик                   | Команда                  | Время                    |                          |
| ------------------------ | ------------------------ | ------------------------ | ------------------------ | ------------------------ |
| 1-й                      | Оскар Нильссон-Жюльен    | AVC Aix-en-Provence      | 11ч 00' 46               |                          |
| 2-й                      | Себастьян Путц           | Tirol KTM Cycling Team   | + 59                     |                          |
| 3-й                      | Clément Izquierdo        | AVC Aix-en-Provence      | + 59                     |                          |

| Молодёжная классификация | Молодёжная классификация | Молодёжная классификация | Молодёжная классификация | Молодёжная классификация |
| Гонщик                   | Гонщик                   | Команда                  | Время                    |                          |
| ------------------------ | ------------------------ | ------------------------ | ------------------------ | ------------------------ |
| 1-й                      | Оскар Нильссон-Жюльен    | AVC Aix-en-Provence      | 11ч 00' 46               |                          |
| 2-й                      | Себастьян Путц           | Tirol KTM Cycling Team   | + 59                     |                          |
| 3-й                      | Clément Izquierdo        | AVC Aix-en-Provence      | + 59                     |                          |

| Командная классификация по времени | Командная классификация по времени | Командная классификация по времени | Командная классификация по времени |
| Команда                            | Команда                            | Время                              |                                    |
| ---------------------------------- | ---------------------------------- | ---------------------------------- | ---------------------------------- |
| 1-й                                | AVC Aix-en-Provence                | 33ч 04' 17                         |                                    |
| 2-й                                | Elite Fondations Cycling Team      | + 41                               |                                    |
| 3-й                                | SCO Dijon                          | + 2' 18                            |                                    |

| Командная классификация по времени | Командная классификация по времени | Командная классификация по времени | Командная классификация по времени |
| Команда                            | Команда                            | Время                              |                                    |
| ---------------------------------- | ---------------------------------- | ---------------------------------- | ---------------------------------- |
| 1-й                                | AVC Aix-en-Provence                | 33ч 04' 17                         |                                    |
| 2-й                                | Elite Fondations Cycling Team      | + 41                               |                                    |
| 3-й                                | SCO Dijon                          | + 2' 18                            |                                    |